# Alderico de Le Mans
Alderico de Le Mans o San Alderico (800 †856) fue obispo de Le Mans. 

## Biografía
Procedente de una noble familia de ascendencia sajona y bávara, el joven Alderico fue conducido por su padre a la corte de Carlomagno, donde formó parte de la servidumbre del hijo de éste, Luis el Piadoso. Con 21 años, se retiró a Metz donde se ordenó sacerdote. En 832, Alderico fue elegido obispo de Le Mans e inmediatamente fue llamado por el emperador Luis, que le nombró capellán y confesor suyo.
Desde entonces, Alderico empleó toda su fortuna y sus fuerzas en socorrer a los pobres, mejorar los servicios públicos como acueductos y construir edificios religiosos. Durante las guerras civiles que siguieron a la muerte de Luis, su fidelidad a Carlos el Calvo acabó con su expulsión y se retiró a Roma, donde fue acogido por el papa Gregorio IV. Con la intercesión del obispo de París, Erchenrado, visió a Pipino I de Aquitania y le convenció de que cediera todas sus posesiones a la Iglesia. Durante su vida, estuvo presente en los Concilios de París y de Tours. Su episcopado duró 24 años.
Alderico quedó paralítico dos años antes de su muerte. Confinado al lecho, redobló su fervor y su asiduidad a la oración. Murió el 7 de enero del año 856, y fue sepultado en la abadía de San Vicente, de la que había sido un gran bienhechor.

## Textos
Charles y Froger, Gesta domini Aldrici (1890), reeditaron la biografía medieval de san Alderico. Ningún historiador considera actualmente ese documento como plenamente fidedigno, aunque los cuarenta y cuatro primeros capítulos parecen ser más verídicos que el resto. Se han hecho algunos intentos de complicar a san Alderico en el asunto de las falsas decretales, pero la idea no ha encontrado gran acogida entre los críticos, por más que Paul Fournier haya alegado razones de peso para creer que la falsificación tuvo lugar en las cercanías de Le Mans, en vida del santo. En todo caso, Havet parece haber demostrado que todos los documentos incorporados en los cuarenta y cuatro primeros capítulos son auténticos, cosa que no sucede en los capítulos siguientes de las Gesta. 

## Trabajos relevantes
- Actus Pontificum Cenomannis (in urbe degentium) , compilados durante el episcopado de Alderico.
  - ed. Margarete Weidemann, Geschichte des Bistums Le Mans von der Spätantike bis zur Karolingerzeit: Actus Pontificum Cenomannis in urbe degentium und Gesta Aldrici. 3 vol. Mainz, 2000.
- Gesta (Domni) Aldrici, Ver Analecta Bollandiana (1895), vol. XIV, p. 446; cf. también Duchesne, Fastes Episcopaux, vol. II, pp. 313-317, 327-328, 342-343.
  - ed. Margarete Weidemann, Geschichte des Bistums Le Mans von der Spätantike bis zur Karolingerzeit: Actus Pontificum Cenomannis in urbe degentium und Gesta Aldrici. 3 vols. Mainz, 2000.
  - ed. Migne, Patrologa Latina 115. Html transcript, Documenta Catholica Omnia.
- Goffart, Walter A. The Le Mans forgeries: a chapter from the history of church property in the ninth century. Cambridge, Mass.: Harvard UP, 1966. Contents Archivado el 25 de febrero de 2009 en Wayback Machine..

- Datos: Q592129